# Hans-Jürgen von Arnim
Hans-Jürgen Bernhard Theodor von Arnim (4. dubna 1889 – 1. září 1962) byl německý generálplukovník (něm. Generaloberst), který sloužil během II. světové války. Byl také držitelem Rytířského kříže Železného kříže (Ritterkreuz des Eisernen Kreuzes).

## Rodina
Pocházel ze starého německého šlechtického rodu Arnimů. Narodil se do rodiny pruského generálmajora Hanse von Arnima (1861–1931) a jeho manželky Marthy, rozené Honrichsové (1865–1953). V roce 1917 se oženil s Annemarie von Dechend (1896–1982). Manželství zůstalo bezdětné.

## Druhá světová válka
Von Arnim vstoupil do německé armády již v roce 1907 a zúčastnil se již První světové války. Po válce zůstal v Reichswehru a následně ve Wehrmachtu. Se svou 52. pěchotní divizí prošel invazí do Polska v roce 1939 a následující rok také do Francie. V říjnu 1940 byl von Arnim pověřen velením 17. tankové divize.
Von Arnim se zúčastnil rovněž Operace Barbarossa v Sovětském svazu a od října 1941 převzal velení XXXIX. tankového sboru, kterému velel až do listopadu následujícího roku, kdy byl přidělen k 5. tankové armádě pod velením Erwina Rommela v Severní Africe. Poté nahradil Rommela ve velení Tankové armády Afrika a 4. prosince 1942 byl povýšen do hodnosti generálplukovníka. Britským jednotkám se vzdal 12. května 1943. Spolu s dalšími 24 německými veliteli byl von Arnim držen v zajateckém táboře Fort Clinton v americkém státě Mississippi, odkud byl propuštěn 1. července 1947. Poté se vrátil do SRN, kde v Bad Wildungenu 1. září 1962 zemřel. Je pohřben i s manželkou na zdejším hřbitově.

## Vyznamenání
- Železný kříž, Spona 1939 k Železnému kříži 1914 2. třídy, udělena 08.10.1939
- Železný kříž, Spona 1939 k Železnému kříži 1914 1. třídy, udělena 03.11.1939
- Rytířský kříž Železného kříže, udělen 04.09.1941
- Železný kříž, I. třídy
- Železný kříž, II. třídy
- Medaile za východní frontu